# Zwi Hirsch Aschkenasi

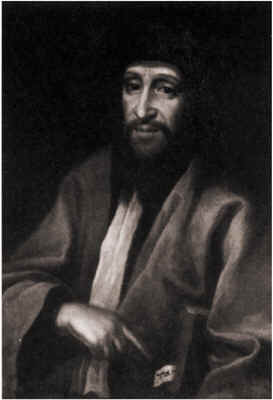
Zwi Hirsch Aschkenasi

Zwi Hirsch ben Jakob Aschkenasi (auch: Aschkenazi; geboren 1656 in Velké Meziříčí; gestorben am 3. Mai 1718 in Lemberg), genannt Chacham Zwi nach dem Titel einer seiner Responsen-Sammlungen, war ein Rabbiner und Talmudgelehrter, besonders bekannt durch seinen unerbittlichen Kampf gegen die Lehren und Schüler des Pseudo-Messias Sabbetai Zwi.

## Leben
Seine erste Ausbildung erhielt Aschkenasi bei seinem Großvater, dem Rabbiner Ephraim ben Jakob ha-Kohen in Alt-Ofen. Zwischen 1676 und 1679 hielt sich Aschkenasi in Saloniki bei Elijahu Cobo und in Konstantinopel auf, um sich dort die sephardische Tradition des Talmudstudiums anzueignen. Dort erhielt er den Titel Chacham und den Nachnamen Aschkenasi. Nach Ofen zurückgekehrt, heiratete er. Seine Frau und seine Tochter kamen bei der Belagerung Ofens durch Leopold I. ums Leben, und Aschkenasi floh nach Sarajewo, wo er als Rabbiner der sephardischen Gemeinde amtierte. Über Venedig und Prag kam er nach Berlin.
In Berlin heiratete Aschkenasi die Tochter des Altonaer Oberrabbiners Salman Mirels Neumark. 1689 ließ sich er in Altona nieder und lehrte bis 1707 als Klausrabbiner in einem Lehrhaus, das wohlhabende Gemeindemitglieder für ihn unterhielten. Nach dem Tod seines Schwiegervaters wurde er zusammen mit Moses Rothenburg 1707 dessen Nachfolger. Beide entzweiten sich jedoch aufgrund einer heftigen Auseinandersetzung über die halachische Frage, ob ein ohne Herz vorgefundenes Huhn koscher und zum Verzehr geeignet sei. Daraufhin verließ Aschkenasi 1710 Altona und folgte einem Ruf als Rabbiner der aschkenasischen Gemeinde nach Amsterdam. Dort pflegte er zunächst auch freundschaftliche Beziehungen zur sephardischen Gemeinde und deren Rabbiner Salomo Aylion. 1712 erschien unter dem Titel „Chacham Zwi“ eine Sammlung seiner Responsen.
Die Situation änderte sich für Aschkenasi, als der sabbatianische Reisende Nehemia Chajon die sephardische Gemeinde um Erlaubnis bat, seine Schriften dort verbreiten zu dürfen. Die Gemeindevorsteher beauftragten Aschkenasi und den Jerusalemer Rabbiner Moses Chagis, der sich in Amsterdam aufhielt, mit einem Gutachten über diese Schriften und übergingen dabei ihren eigenen Gemeinderabbiner Aylion. Als das Gutachten die Schriften endlich verurteilte, verfasste Aylion ein Gegengutachten, dass nichts zu beanstanden sei. Der Streit weitete sich zu einem Konflikt zwischen aschkenasischer und sephardischer Gemeinde aus, wobei die letztere Chajon unterstützte, während Aschkenasi und Chagis den Bann über ihn verhängten. Aschkenasi legte daraufhin sein Amt nieder, verließ 1714 Amsterdam und begab sich auf Einladung der sephardischen Gemeinde nach London, dann nach Opatów in Polen und wurde 1717 kurz vor seinem Tod als Rabbiner in Lemberg bestellt.
Aschkenasi galt als brillanter Rechtsgelehrter und erhielt Anfragen für Gutachten aus ganz Europa.
Drei seiner Söhne wurden ebenfalls Rabbiner, darunter Jakob Emden, der wie sein Vater für eine strenge anti-sabbatianische Haltung bekannt wurde.